# Thamnosophis martae
Thamnosophis martae är en ormart som beskrevs av Glaw, Franzen och Vences 2005. Thamnosophis martae ingår i släktet Thamnosophis och familjen snokar. Inga underarter finns listade.
Denna orm förekommer i en kulliga region på norra Madagaskar som är 425 km² stor. Området ligger upp till 600 meter över havet. Arten lever i fuktiga och torra lövfällande skogar. Honor lägger ägg.
Beståndet hotas av skogarnas omvandling till jordbruksmark. Populationens storlek minskar. IUCN listar arten som starkt hotad (EN).